# ناحیه منافوا
ناحیه منافوا (به لاتین: Manafwa District) یک منطقهٔ مسکونی در اوگاندا است که در استان شرقی، اوگاندا واقع شده‌است. ناحیه منافوا ۳۶۷٬۵۰۰ نفر جمعیت دارد.